# Pithecopus palliatus
Pithecopus palliatus es una especie de anfibios de la familia Phyllomedusidae. Habita en Bolivia, Brasil, Ecuador, Perú y posiblemente en Colombia. Sus hábitats naturales incluyen bosques tropicales o subtropicales secos y a baja altitud y marismas intermitentes de agua dulce. Está amenazada de extinción por la destrucción de su hábitat natural.